# Aéroport international de Maceió
L'aéroport international de Maceió – Zumbi dos Palmares (code IATA : MCZ • code OACI : SBMO) est un aéroport situé à Rio Largo, sur le littoral de l'État de l'Alagoas, au Brésil. Cet aéroport porte le nom de Zumbi dos Palmares, chef de guerre d'un royaume fondé par des esclaves insurgés au XVIIe siècle.

## Situation
| \| 200 km1:42 212 000 \| São Paulo-Guarulhos São Paulo-Congonhas Brasília Rio-Galeão Belo Horizonte Campinas Rio-Santos-Dumont Recife Porto Alegre Salvador Fortaleza Curitiba Florianópolis Belém Vitória Goiânia Manaus Navegantes |
| 200 km1:42 212 000 |

## Compagnies et destinations
| Compagnies              | Destinations |
| ----------------------- | --- |
| Azul Brazilian Airlines | - Belo Horizonte, - Campina Grande-J. Suassuna, - São Paulo/Campinas, - Recife, - Rio de Janeiro/Galeão, - São Paulo/Congonhas En saison : - Bauru-Arealva (en), - Brasília, - Cascavel, - Cuiabá (en), - Goiânia, - Porto Alegre, - Presidente Prudente, - Ribeirão Preto (en), - São José do Rio Preto (en), - Uberaba, - Uberlândia |
| Gol Airlines            | - Belo Horizonte, - Brasília, - Buenos Aires-Ezeiza, - São Paulo/Campinas, - Rio de Janeiro/Galeão, - Salvador de Bahia, - São Paulo/Congonhas, - São Paulo/Guarulhos |
| LATAM Brasil            | Brasília, São Paulo/Congonhas, São Paulo/Guarulhos |
| TAP Air Portugal        | Lisbonne-H. Delgado |

Édité le 18/01/2020  Actualisé le 5/01/2024

## Statistiques
Pour des raisons techniques, il est temporairement impossible d'afficher le graphique qui aurait dû être présenté ici.

Voir la requête brute et les sources sur Wikidata.